# 2. československá fotbalová liga 1961/1962
V soubojích 30. ročníku druhé nejvyšší fotbalové soutěže – 2. československé fotbalové ligy 1961/1962 – se utkalo 36 mužstev ve třech skupinách po 12 účastnících každý s každým dvoukolovým systémem podzim–jaro. Tento ročník začal v pátek 11. srpna 1961 v Brně utkáním domácí Rudé hvězdy s TŽ Třinec (RH vyhrála 2:0) a skončil v neděli 17. června 1962. Postoupila všechna 3 mužstva, která sestoupila z prvoligového ročníku 1960/1961.

## Skupina A
| Poř. | Tým                                | Z  | V  | R  | P  | VG | OG | B  |
| ---- | ---------------------------------- | -- | -- | -- | -- | -- | -- | -- |
| 1.   | TJ Dynamo Praha (S)                | 22 | 16 | 4  | 2  | 69 | 18 | 36 |
| 2.   | TJ Spartak Ústí nad Labem          | 22 | 11 | 5  | 6  | 61 | 27 | 27 |
| 3.   | TJ Kovostroj Děčín                 | 22 | 10 | 6  | 8  | 44 | 30 | 26 |
| 4.   | TJ Dynamo České Budějovice         | 22 | 11 | 4  | 7  | 31 | 31 | 26 |
| 5.   | TJ Slavoj Žižkov                   | 22 | 6  | 10 | 6  | 33 | 32 | 22 |
| 6.   | TJ Spartak Čelákovice              | 22 | 7  | 7  | 8  | 39 | 42 | 21 |
| 7.   | TJ Slovan Teplice                  | 22 | 6  | 9  | 7  | 28 | 33 | 21 |
| 8.   | TJ Slovan Liberec                  | 22 | 8  | 4  | 10 | 35 | 40 | 20 |
| 9.   | TJ Spartak Mladá Boleslav AZNP (N) | 22 | 7  | 6  | 9  | 30 | 39 | 20 |
| 10.  | VTJ Dukla Tachov (N)               | 22 | 8  | 2  | 12 | 33 | 39 | 18 |
| 11.  | TJ Chemička Ústí nad Labem (N)     | 22 | 6  | 4  | 12 | 31 | 53 | 16 |
| 12.  | VTJ Dukla Tábor                    | 22 | 3  | 5  | 14 | 22 | 42 | 11 |

Poznámky:
- Z = Odehrané zápasy; V = Vítězství; R = Remízy; P = Prohry; VG = Vstřelené góly; OG = Obdržené góly; B = Body; (N) = Nováček (postoupivší z nižší soutěže); (S) = Sestoupivší z vyšší soutěže
- A-mužstvo Dukly Tábor sestoupilo. Jelikož se však vítězem Jihočeského krajského přeboru 1961/62 stalo její B-mužstvo, byla druholigová účast táborských vojáků zachována. A-mužstvo startovalo v sezoně 1962/63 v moravsko-slezské B-skupině druhé ligy, B-mužstvo nastupovalo v Jihočeském krajském přeboru 1962/63.[1]

|  | Postup do I. čs. fotbalové ligy 1962/1963 |
|  | Přechod do B-skupiny 1962/1963            |

## Skupina B
| Poř. | Tým                                       | Z  | V  | R | P  | VG | OG | B  |
| ---- | ----------------------------------------- | -- | -- | - | -- | -- | -- | -- |
| 1.   | TJ Rudá hvězda Brno (S)                   | 22 | 16 | 3 | 3  | 54 | 13 | 35 |
| 2.   | TJ VŽKG Ostrava                           | 22 | 15 | 2 | 5  | 54 | 26 | 32 |
| 3.   | TJ VCHZ Pardubice                         | 22 | 12 | 4 | 5  | 49 | 24 | 30 |
| 4.   | TJ Spartak Motorlet Praha                 | 22 | 11 | 3 | 8  | 43 | 37 | 25 |
| 5.   | TJ Jiskra Otrokovice                      | 22 | 10 | 3 | 9  | 41 | 41 | 23 |
| 6.   | TJ Spartak Hradišťan Uherské Hradiště (N) | 22 | 9  | 4 | 9  | 42 | 35 | 22 |
| 7.   | TJ Gottwaldov                             | 22 | 8  | 5 | 9  | 46 | 44 | 21 |
| 8.   | TJ Spartak Brno ZJŠ                       | 22 | 9  | 3 | 10 | 42 | 50 | 21 |
| 9.   | TJ Železárny Třinec (N)                   | 22 | 8  | 4 | 10 | 34 | 40 | 20 |
| 10.  | TJ Spartak Meopta Košíře (N)              | 22 | 4  | 7 | 11 | 25 | 26 | 15 |
| 11.  | VTJ Dukla Písek (N)                       | 22 | 4  | 6 | 12 | 29 | 54 | 14 |
| 12.  | TJ Lokomotiva Česká Třebová (N)           | 22 | 1  | 4 | 17 | 18 | 87 | 6  |

Poznámky:
- Z = Odehrané zápasy; V = Vítězství; R = Remízy; P = Prohry; VG = Vstřelené góly; OG = Obdržené góly; B = Body; (N) = Nováček (postoupivší z nižší soutěže); (S) = Sestoupivší z vyšší soutěže

|  | Postup do I. čs. fotbalové ligy 1962/1963         |
|  | Sestup do příslušného krajského přeboru 1962/1963 |

## Skupina C
| Poř. | Tým                                 | Z  | V  | R | P  | VG | OG | B  |
| ---- | ----------------------------------- | -- | -- | - | -- | -- | -- | -- |
| 1.   | TJ Jednota Trenčín (S)              | 22 | 16 | 3 | 3  | 67 | 22 | 35 |
| 2.   | TJ VSS Košice                       | 22 | 13 | 3 | 6  | 50 | 30 | 29 |
| 3.   | VTJ Dukla Brezno                    | 22 | 11 | 5 | 6  | 34 | 31 | 27 |
| 4.   | TJ Spartak ZVL Považská Bystrica    | 22 | 10 | 4 | 8  | 36 | 31 | 24 |
| 5.   | TJ Lokomotíva Košice                | 22 | 9  | 5 | 8  | 41 | 32 | 23 |
| 6.   | TJ Kablo Topoľčany                  | 22 | 9  | 4 | 9  | 34 | 37 | 22 |
| 7.   | TJ Spartak Martin                   | 22 | 8  | 5 | 9  | 35 | 40 | 21 |
| 8.   | TJ Slovan Nové Zámky (N)            | 22 | 6  | 6 | 10 | 44 | 47 | 18 |
| 9.   | TJ Partizán Bardejov (N)            | 22 | 7  | 4 | 11 | 25 | 34 | 18 |
| 10.  | TJ ČH Banská Bystrica               | 22 | 6  | 5 | 11 | 26 | 39 | 17 |
| 11.  | TJ Dukla ZPS Kysucké Nové Mesto (N) | 22 | 6  | 4 | 12 | 27 | 53 | 16 |
| 12.  | TJ Slovan CHZJD Bratislava „B“      | 22 | 4  | 6 | 12 | 33 | 51 | 14 |

Poznámky:
- Z = Odehrané zápasy; V = Vítězství; R = Remízy; P = Prohry; VG = Vstřelené góly; OG = Obdržené góly; B = Body; (N) = Nováček (postoupivší z nižší soutěže); (S) = Sestoupivší z vyšší soutěže

|  | Postup do I. čs. fotbalové ligy 1962/1963         |
|  | Sestup do příslušného krajského přeboru 1962/1963 |